# Nati nel 1964/Agosto
| Questa pagina contiene informazioni ricavate automaticamente dalle voci biografiche con l'ausilio del template Bio e di un bot. L'aggiornamento è periodico e automatico e ricostruisce completamente la pagina. Se manca una persona in questa lista, sei pregato di non aggiungerla, ma accertati piuttosto che la sua voce biografica contenga il template Bio e che i dati anagrafici siano correttamente compilati. Se il template Bio manca, inseriscilo tu stesso o, in alternativa, metti l'avviso {{tmp\|Bio}} che ne segnala la mancanza. Se i dati riportati sono sbagliati, correggi direttamente la voce biografica; le modifiche saranno visibili in questa lista entro pochi giorni. Per chiarimenti vedi il progetto biografie. La lista contiene solo le 292 persone che sono citate nell'enciclopedia e per le quali è stato implementato correttamente il template Bio. Pagina aggiornata al 18 lug 2025. |

- 1º agosto - Alessandro Baracchini, giornalista italiano
- 1º agosto - Ivano Bonetti, dirigente sportivo, allenatore di calcio e calciatore italiano
- 1º agosto - Chris Brokaw, musicista statunitense
- 1º agosto - Kaspar Capparoni, attore italiano
- 1º agosto - Adam Duritz, cantante, musicista e produttore discografico statunitense
- 1º agosto - Prince Iaukea, wrestler statunitense
- 1º agosto - Helga Øvsthus, ex biatleta norvegese
- 1º agosto - Natallja Šykolenka, giavellottista bielorussa († 2025)
- 1º agosto - Koen Van den Heuvel, politico belga
- 2 agosto - Michael Anti, ex tiratore a segno statunitense
- 2 agosto - Henry Aruna, vescovo cattolico sierraleonese
- 2 agosto - Frank Biela, ex pilota automobilistico tedesco
- 2 agosto - Emilio Fenoll, ex calciatore spagnolo
- 2 agosto - Stoil Georgiev, ex calciatore bulgaro
- 2 agosto - Steven Jackson, ex giocatore di calcio a 5 australiano
- 2 agosto - Mary-Louise Parker, attrice statunitense
- 2 agosto - Alessandro Pellegrini, procuratore sportivo e ex calciatore italiano
- 2 agosto - Stefan Sanderling, direttore d'orchestra tedesco
- 3 agosto - Andrés Lucero González, ex calciatore spagnolo
- 3 agosto - Eyüp Can, ex pugile turco
- 3 agosto - Lucky Dube, cantante sudafricano († 2007)
- 3 agosto - Annick Girardin, politica francese
- 3 agosto - Joan Higginbotham, ex astronauta statunitense
- 3 agosto - David Marraud, allenatore di calcio e ex calciatore francese
- 3 agosto - Nate McMillan, allenatore di pallacanestro e ex cestista statunitense
- 3 agosto - Zīsīs Mpampanasīs, schermidore greco
- 3 agosto - Amery Smith, batterista statunitense
- 3 agosto - Abhisit Vejjajiva, politico thailandese
- 3 agosto - Elles Voskes, ex nuotatrice olandese
- 3 agosto - Ye Qiaobo, ex pattinatrice di velocità su ghiaccio cinese
- 4 agosto - Emanuela Abbadessa, scrittrice e musicologa italiana
- 4 agosto - Andrew Bartlett, politico e attivista australiano
- 4 agosto - Agustín Elduayen, ex calciatore spagnolo
- 4 agosto - Phil Hickey, ex giocatore di football americano e allenatore di football americano statunitense
- 4 agosto - Lefter Koka, politico albanese
- 4 agosto - Anita Protti, ex ostacolista e velocista svizzera
- 4 agosto - Laila Ripoll, attrice, regista e drammaturga spagnola
- 4 agosto - Sebastian Roché, attore francese
- 5 agosto - Douglas Arnott, ex calciatore scozzese
- 5 agosto - Ali Bouafia, ex calciatore francese
- 5 agosto - Eric Dorsey, ex giocatore di football americano statunitense
- 5 agosto - Pia Douwes, attrice teatrale e cantante olandese
- 5 agosto - Marco Filippi, politico italiano
- 5 agosto - Raimonds Laizāns, ex calciatore lettone
- 5 agosto - Red Pellini, sassofonista, arrangiatore e direttore d'orchestra italiano
- 5 agosto - Dragutin Ristić, allenatore di calcio e ex calciatore croato
- 5 agosto - Monica Setta, giornalista, scrittrice e conduttrice televisiva italiana
- 5 agosto - Zoran Sretenović, cestista e allenatore di pallacanestro jugoslavo († 2022)
- 5 agosto - Zerrin Tekindor, attrice e pittrice turca
- 5 agosto - Geoff Thomas, ex calciatore inglese
- 5 agosto - Adam Yauch, rapper, regista e attivista statunitense († 2012)
- 6 agosto - Bobo Craxi, politico italiano
- 6 agosto - Miguel Fuentes Azpiroz, ex calciatore e dirigente sportivo spagnolo
- 6 agosto - Ruggero Gabbai, regista e fotografo italiano
- 6 agosto - Sharon Gusberti, attrice e ex modella italiana
- 6 agosto - Liu Qing, ex cestista cinese
- 6 agosto - Mitch Rouse, attore, regista e sceneggiatore statunitense
- 6 agosto - Fabián Socorro, ex giocatore di calcio a 5 argentino
- 6 agosto - Giuseppe Taurino, avvocato e politico italiano
- 6 agosto - Gary Valenciano, cantante e attore filippino
- 6 agosto - Bill Wise, doppiatore statunitense
- 7 agosto - Signe Baumane, animatrice e scrittrice lettone
- 7 agosto - John Birmingham, scrittore australiano
- 7 agosto - Carlo Colombara, basso italiano
- 7 agosto - Deca, musicista italiano
- 7 agosto - Antonio Manzini, attore, sceneggiatore e regista italiano
- 7 agosto - Tim McGee, ex giocatore di football americano statunitense
- 7 agosto - Tom McGrath, doppiatore, animatore e regista statunitense
- 7 agosto - Mario Scirea, dirigente sportivo e ex ciclista su strada italiano
- 7 agosto - Carmine Vani, ex hockeista su ghiaccio canadese
- 8 agosto - Jens Carlowitz, ex velocista tedesco
- 8 agosto - Giuseppe Conte, politico e avvocato italiano
- 8 agosto - Klaus Ebner, scrittore, saggista e poeta austriaco
- 8 agosto - Elisabeta Guzganu-Tufan, ex schermitrice rumena
- 8 agosto - Nicolae Juravschi, ex canoista sovietico
- 8 agosto - Mira Lesmana, produttrice cinematografica, sceneggiatrice e regista indonesiana
- 8 agosto - Jan Josef Liefers, attore, cantante e musicista tedesco
- 8 agosto - Cedric Miller, ex cestista bahamense
- 9 agosto - Felix Becker, ex schermidore tedesco
- 9 agosto - Jurij Chmylëv, ex hockeista su ghiaccio sovietico
- 9 agosto - Paolo Consorti, artista, sceneggiatore e regista italiano
- 9 agosto - Michael Heath, ex nuotatore statunitense
- 9 agosto - Brett Hull, ex hockeista su ghiaccio statunitense
- 9 agosto - Hoda Kotb, giornalista, attrice e scrittrice statunitense
- 9 agosto - Igoris Pankratjevas, allenatore di calcio e ex calciatore lituano
- 9 agosto - Gilles Sanders, ex ciclista su strada, ciclocrossista e mountain biker francese
- 9 agosto - Dumitru Stângaciu, ex calciatore rumeno
- 9 agosto - Maurizio Vandelli, ex ciclista su strada e ciclocrossista italiano
- 10 agosto - Nicole Bass, culturista, attrice e wrestler statunitense († 2017)
- 10 agosto - Pedro Cobarrubia, ex cestista cubano
- 10 agosto - Aaron Hall, cantautore statunitense
- 10 agosto - Ryan Idol, ex attore pornografico e attore teatrale statunitense
- 10 agosto - Choe Son-hui, politica e diplomatica nordcoreana
- 10 agosto - Georgi Staykov, attore bulgaro
- 10 agosto - Savio Vega, ex wrestler portoricano
- 10 agosto - Claudio Vercelli, storico italiano
- 11 agosto - Uwe Ampler, ex ciclista su strada tedesco
- 11 agosto - Max Bertolani, giocatore di football americano, personaggio televisivo e attore italiano
- 11 agosto - Jim Lee, fumettista e editore sudcoreano
- 11 agosto - William Mackay, ex calciatore maltese
- 11 agosto - Lawrence Monoson, attore statunitense
- 11 agosto - Miguel A. Núñez Jr., attore statunitense
- 11 agosto - Stefan Topurov, ex sollevatore bulgaro
- 11 agosto - Roger Vick, ex giocatore di football americano statunitense
- 12 agosto - Txiki Begiristain, ex calciatore e dirigente sportivo spagnolo
- 12 agosto - Katherine Boo, giornalista statunitense
- 12 agosto - Alexander Hezzel, ex calciatore venezuelano
- 12 agosto - Birgit Malsack-Winkemann, politica tedesca
- 12 agosto - Teo Mammucari, conduttore televisivo italiano
- 12 agosto - Yu Lik-wai, direttore della fotografia e regista hongkonghese
- 12 agosto - Francisco Yunis, ex tennista argentino
- 13 agosto - Adam Davidson, regista e produttore televisivo statunitense
- 13 agosto - Sergio Gallo, militare italiano
- 13 agosto - Ian Haugland, batterista norvegese
- 13 agosto - Billy Livingstone, ex calciatore scozzese
- 13 agosto - Slobodan Marović, ex calciatore serbo
- 13 agosto - Debi Mazar, attrice statunitense
- 13 agosto - Otmar Szafnauer, ingegnere e dirigente sportivo statunitense
- 13 agosto - Bruno Tedino, allenatore di calcio italiano
- 13 agosto - Richard Vogel, ex tennista cecoslovacco
- 14 agosto - Neal Anderson, ex giocatore di football americano statunitense
- 14 agosto - Sammy Lelei, ex maratoneta e mezzofondista keniota
- 14 agosto - Mike Miller, allenatore di pallacanestro statunitense
- 14 agosto - Mark Pocan, politico statunitense
- 14 agosto - Paul Rideout, ex calciatore inglese
- 14 agosto - Hussain Shah Syed, ex pugile pakistano
- 14 agosto - Andrew Kevin Walker, sceneggiatore statunitense
- 15 agosto - Michael Berresse, attore statunitense
- 15 agosto - Carlos Manuel Escribano Subías, arcivescovo cattolico spagnolo
- 15 agosto - Melinda Gates, imprenditrice e informatica statunitense
- 15 agosto - André Golke, ex calciatore tedesco
- 15 agosto - Julia Hobsbawm, imprenditrice e scrittrice britannica
- 15 agosto - Scott Kalvert, regista cinematografico statunitense († 2014)
- 15 agosto - Tibor Komáromi, ex lottatore ungherese
- 15 agosto - Birkir Kristinsson, ex calciatore islandese
- 15 agosto - Anna Maria Muccioli, politica sammarinese
- 15 agosto - José Sánchez, ex giocatore di calcio a 5 paraguaiano
- 15 agosto - Gianpietro Torri, allenatore di calcio e ex calciatore italiano
- 15 agosto - Giovanna Zucca, scrittrice italiana
- 16 agosto - Jimmy Arias, ex tennista statunitense
- 16 agosto - Šarūnas Bartas, regista e produttore cinematografico lituano
- 16 agosto - Virman Cusenza, giornalista e dirigente d'azienda italiano
- 16 agosto - Franca Giansoldati, giornalista e scrittrice italiana
- 16 agosto - Panagiotis Kontaxakis, ex altista greco
- 16 agosto - Matt Lukin, bassista statunitense
- 16 agosto - Maria Domenica Melone, religiosa e teologa italiana
- 16 agosto - Simon Mills, ex calciatore inglese
- 16 agosto - Nigel Redman, ex rugbista a 15 e allenatore di rugby britannico
- 16 agosto - Barry Venison, allenatore di calcio e ex calciatore inglese
- 17 agosto - Giampaolo Bertuzzi, musicista e cantante italiano
- 17 agosto - Deen Castronovo, batterista statunitense
- 17 agosto - Dallas Comegys, ex cestista e allenatore di pallacanestro statunitense
- 17 agosto - Marco Fassone, dirigente d'azienda e dirigente sportivo italiano
- 17 agosto - Colin James, cantautore e chitarrista canadese
- 17 agosto - Jorginho, allenatore di calcio e ex calciatore brasiliano
- 17 agosto - Gerhard Lieb, ex sciatore alpino austriaco
- 17 agosto - Salvatore Mancuso Gómez, criminale colombiano
- 17 agosto - Maria McKee, cantautrice statunitense
- 17 agosto - Éric Occansey, ex cestista francese
- 17 agosto - John Offerdahl, giocatore di football americano statunitense
- 18 agosto - Craig Bierko, attore statunitense
- 18 agosto - Maria Cuffaro, giornalista e conduttrice televisiva italiana
- 18 agosto - Andi Deris, cantante tedesco
- 18 agosto - Věra Jourová, politica ceca
- 18 agosto - Mikko Kolehmainen, ex canoista finlandese
- 18 agosto - Kenny Walker, ex cestista statunitense
- 18 agosto - Marina Wheeler, avvocato e editorialista britannica
- 18 agosto - Abdel-Amir Yarallah, generale iracheno
- 19 agosto - Toni Adams, statunitense († 2010)
- 19 agosto - Amy Hennig, autrice di videogiochi statunitense
- 19 agosto - Torgeir Bryn, ex cestista norvegese
- 19 agosto - Alan Carter, pilota motociclistico britannico
- 19 agosto - Juan Carlos Castillo, ciclista su strada colombiano († 1993)
- 19 agosto - Joseph Kahn, giornalista statunitense
- 19 agosto - Pete Ricketts, politico statunitense
- 19 agosto - Axel Roos, ex calciatore tedesco
- 19 agosto - Federico Scribani, attore italiano
- 19 agosto - Valerij Tichonenko, ex cestista, allenatore di pallacanestro e dirigente sportivo russo
- 20 agosto - Markus Flanagan, attore statunitense
- 20 agosto - Giuseppe Giannini, dirigente sportivo, allenatore di calcio e ex calciatore italiano
- 20 agosto - Klodeta Gjini, ex altista albanese
- 20 agosto - Adriana Pereira, ex nuotatrice brasiliana
- 20 agosto - Tori, ex wrestler e ex culturista statunitense
- 20 agosto - Franco Vona, ex ciclista su strada e dirigente sportivo italiano
- 20 agosto - Antoni Zdravkov, allenatore di calcio e ex calciatore bulgaro
- 21 agosto - Ligia Amadio, direttrice d'orchestra brasiliana
- 21 agosto - Martin Drainville, attore, comico e doppiatore canadese
- 21 agosto - Susan Eisenberg, doppiatrice e attrice statunitense
- 21 agosto - Eytan Fox, regista israeliano
- 21 agosto - Esteban González Pons, politico spagnolo
- 21 agosto - Mario Longo, ex velocista italiano
- 21 agosto - Mike McCabe, ex calciatore irlandese
- 21 agosto - Samir Mehnaoui, ex cestista algerino
- 21 agosto - Giovanni Nuti, musicista e cantautore italiano
- 21 agosto - Jorge Rossy, batterista, vibrafonista e pianista spagnolo
- 22 agosto - Carla Alverà, giocatrice di curling italiana
- 22 agosto - Matteo Belli, attore teatrale e regista teatrale italiano
- 22 agosto - Tarcísio Filho, attore brasiliano
- 22 agosto - Trey Gowdy, politico statunitense
- 22 agosto - Julian King, diplomatico britannico
- 22 agosto - Diane Setterfield, scrittrice britannica
- 22 agosto - Massimo Tononi, banchiere e dirigente d'azienda italiano
- 22 agosto - Ihor Vorončenko, ammiraglio ucraino
- 22 agosto - Mats Wilander, allenatore di tennis e ex tennista svedese
- 22 agosto - Andrew Wilson, attore, regista e produttore cinematografico statunitense
- 23 agosto - Alëna Apina, cantante, compositore e conduttrice radiofonica russa
- 23 agosto - Khalil Azmi, ex calciatore marocchino
- 23 agosto - Johan Bruyneel, ex ciclista su strada e dirigente sportivo belga
- 23 agosto - Salvatore Cannavò, giornalista, editore e politico italiano
- 23 agosto - Roberta Del Core, ex canottiera italiana
- 23 agosto - Scott Franklin, politico statunitense
- 23 agosto - Bruno Gerber, bobbista svizzero
- 23 agosto - Annalisa Manduca, giornalista, conduttrice radiofonica e conduttrice televisiva italiana
- 23 agosto - Andy Rhodes, ex calciatore e allenatore di calcio scozzese
- 24 agosto - Wael Sulaiman Al-Habashi, ex calciatore kuwaitiano
- 24 agosto - Éric Bernard, ex pilota automobilistico francese
- 24 agosto - Mike Black, ex giocatore di football americano statunitense
- 24 agosto - Monica Bonon, ex nuotatrice italiana
- 24 agosto - Oteil Burbridge, bassista e compositore statunitense
- 24 agosto - Mark Cerny, autore di videogiochi e programmatore statunitense
- 24 agosto - Hans Jürg Domenig, imprenditore e scrittore svizzero
- 24 agosto - Evandro Luís Saraiva, ex cestista brasiliano
- 24 agosto - Eduard Fernández, attore spagnolo
- 24 agosto - José Luis González Vázquez, ex calciatore spagnolo
- 24 agosto - Dana Gould, attore, comico e doppiatore statunitense
- 24 agosto - Carlos Hermosillo, ex calciatore messicano
- 24 agosto - Kim Ok, politica nordcoreana
- 24 agosto - Pierre Kiều Công Tùng, vescovo cattolico vietnamita
- 24 agosto - Mitch Malloy, cantante, compositore e produttore discografico statunitense
- 24 agosto - Ernesto Martino, militare italiano
- 24 agosto - Manlio Molinari, ex mezzofondista e velocista sammarinese
- 24 agosto - Darjan Petrič, ex nuotatore jugoslavo
- 24 agosto - Oleksandr Prosvirnin, combinatista nordico sovietico († 2010)
- 24 agosto - Leroy Rosenior, allenatore di calcio e ex calciatore sierraleonese
- 24 agosto - Saližan Šakirovič Šaripov, cosmonauta russo
- 24 agosto - Valérie Tong Cuong, scrittrice francese
- 25 agosto - Joseph Arshad, arcivescovo cattolico pakistano
- 25 agosto - Carlos Alberto Bianchezi, ex calciatore brasiliano
- 25 agosto - Tim Burchett, politico statunitense
- 25 agosto - Pier Federico Caliari, architetto e scrittore italiano
- 25 agosto - Saverio Guerra, attore statunitense
- 25 agosto - Maksim Koncevič, matematico russo
- 25 agosto - Vasileios Kotrōnias, scacchista greco
- 25 agosto - Marti Noxon, sceneggiatrice, regista e produttrice televisiva statunitense
- 25 agosto - Angelo Porazzi, ex giocatore di football americano e autore di giochi italiano
- 25 agosto - Blair Underwood, attore statunitense
- 25 agosto - Eerie Von, batterista e bassista statunitense
- 25 agosto - Gary West, ex calciatore inglese
- 26 agosto - Daphne Caruana Galizia, giornalista e blogger maltese († 2017)
- 26 agosto - Viggo Kann, docente, informatico e autore di videogiochi svedese
- 26 agosto - Karla Karch, ex cestista canadese
- 26 agosto - Ma Xiaochun, goista cinese
- 26 agosto - Eliette Mariangelo, modella e showgirl brasiliana
- 26 agosto - Åsa Regnér, politica svedese
- 26 agosto - Carsten Wolf, ex pistard tedesco
- 26 agosto - Pascal Zullino, attore e sceneggiatore italiano
- 26 agosto - Mehriban Əliyeva, politica e dirigente sportiva azera
- 27 agosto - Frédéric Berger, ex saltatore con gli sci francese
- 27 agosto - Rob Bogue, attore e doppiatore statunitense
- 27 agosto - Natalia Cattelani, cuoca, personaggio televisivo e blogger italiana
- 27 agosto - Stephan Elliott, regista e sceneggiatore australiano
- 27 agosto - Henk de Jong, allenatore di calcio olandese
- 27 agosto - Nava Macmel-Atir, scrittrice, poetessa e commediografa israeliana
- 27 agosto - Luis Alberto Redher, allenatore di calcio e ex calciatore peruviano
- 27 agosto - Frank Tate, ex pugile statunitense
- 28 agosto - Mike Brewer, conduttore televisivo britannico
- 28 agosto - Heinz Holzer, ex sciatore alpino italiano
- 28 agosto - Lee Janzen, golfista statunitense
- 28 agosto - Kaj Leo Johannesen, politico e ex calciatore faroese
- 28 agosto - Gry Johansen, cantante danese
- 28 agosto - Cécile Kyenge, politica italiana
- 28 agosto - Mike Rapada, wrestler statunitense
- 28 agosto - Vincenzo Terracciano, regista italiano
- 28 agosto - Marquinhos Trad, avvocato e politico brasiliano
- 29 agosto - Jordi Arrese, ex tennista spagnolo
- 29 agosto - Massimo Barbolini, allenatore di pallavolo italiano
- 29 agosto - Graham Harbey, ex calciatore inglese
- 29 agosto - Jerry de Jong, ex calciatore olandese
- 29 agosto - Pebbles, cantautrice, produttrice discografica e predicatrice statunitense
- 29 agosto - Bartolomeo Romano, giurista italiano
- 29 agosto - Roberto Torres, dirigente sportivo e ex ciclista su strada spagnolo
- 30 agosto - Elena Carnevali, politica italiana
- 30 agosto - Mark Rein·Hagen, autore di giochi statunitense
- 30 agosto - Ziyad Baha' al-Din, economista, giurista e politico egiziano
- 31 agosto - Esteban Becker Churukian, allenatore di calcio argentino
- 31 agosto - Grazia Colombo, ex nuotatrice italiana
- 31 agosto - Margareta Ihrén, ex cestista svedese
- 31 agosto - Mark Lewis Jones, attore britannico
- 31 agosto - Joël Mesot, fisico svizzero
- 31 agosto - Ramón Arellano Félix, criminale messicano († 2002)
- 31 agosto - Duane Washington, ex cestista statunitense
- 31 agosto - Mike West, ex nuotatore canadese